# LoveParade
La LoveParade era un popolare festival di musica dance, nato nel 1989 a Berlino Ovest (dal 2022 cambiato con il nome di Rave the Planet), madre di tutti gli eventi techno cittadini e poi replicato in tutto il mondo: altre città ad aver ospitato LoveParade sono state Tel Aviv, Città del Messico, Acapulco, Vienna, Città del Capo, San Francisco, Leeds, Sydney e Santiago del Cile. Le uniche città nelle quali viene ancora tenuta questa manifestazione sono però Acapulco, Tel Aviv, Santiago e Berlino. La manifestazione del 2010 organizzata a Duisburg è stato teatro di una delle più gravi stragi di spettatori in Europa degli ultimi 30 anni, motivo per il quale non si è più organizzato.
Dal 2022 la Loveparade è tornata annualmente a Berlino con il nome di Rave the Planet e un'affluenza di 300.000 persone riaffermandosi l'evento pubblico gratuito di musica elettronica tra i più grandi del mondo, nonostante i numeri ben più alti delle edizioni precedenti dove si contavano circa 1.500.000 persone.
Rave the Planet è il nuovo nome dato all'evento organizzato dal DJ e imprenditore Dr. Motte e la sua crew, alcuni tra gli stessi organizzatori della Loveparade dopo la disputa legale terminata nel 2020 con la controversa prescrizione e l'assoluzione dei tragici eventi accaduti nel 2010 a Duisburg.

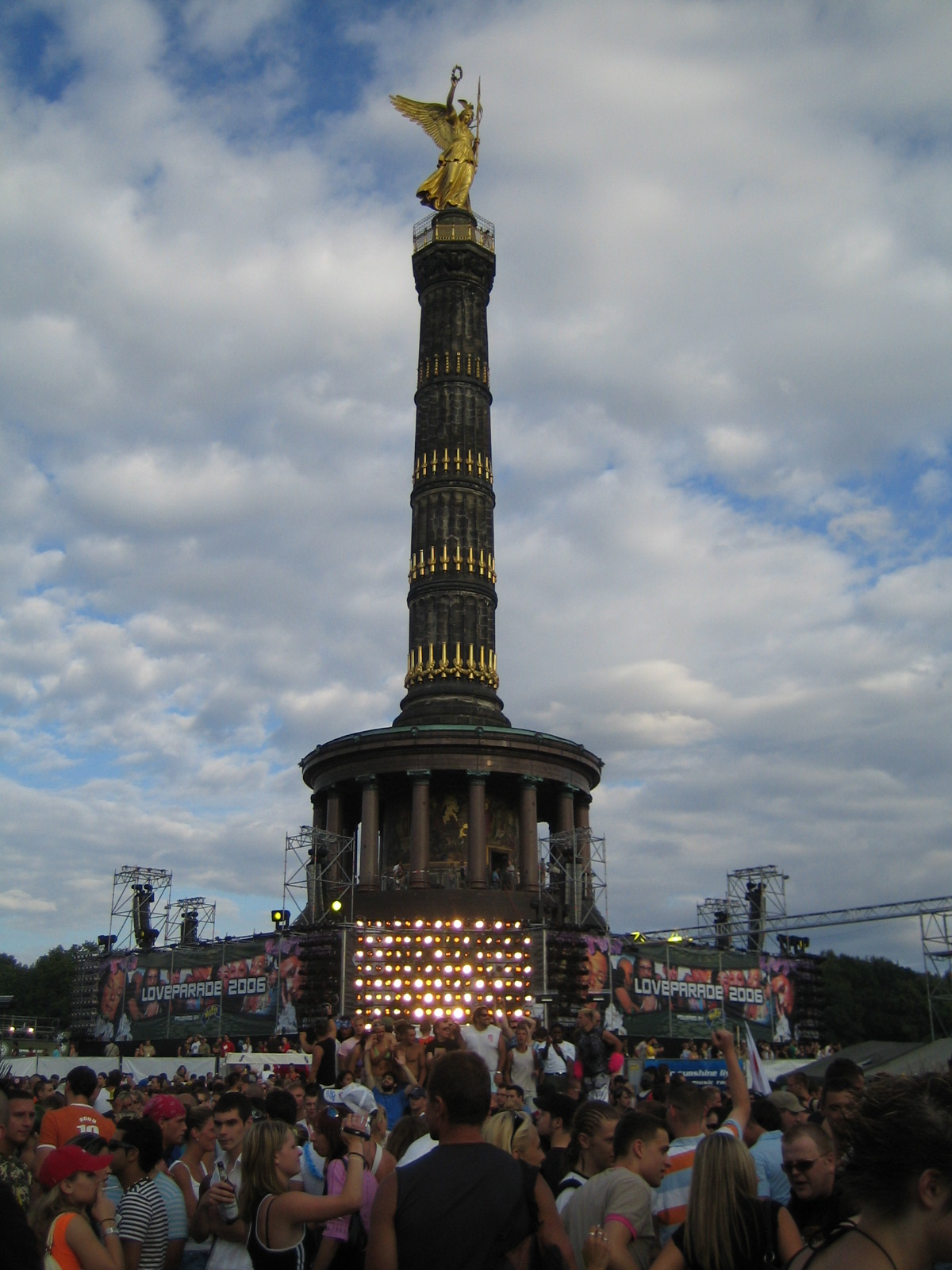
La colonna della vittoria (Siegessäule), Loveparade 2006

## Storia
Le origini della Loveparade vanno cercate nello spirito di innovazione e cambiamento che coinvolse l'Europa all'inizio degli anni novanta, alla progressiva diffusione della musica elettronica e dell'MDMA. La Loveparade del 1º luglio 1989 ebbe luogo quattro mesi prima della caduta del Muro di Berlino, organizzata dalla neonata Berlin Underground sotto l'iniziativa del dj Matthias Roeingh, alias "Dr. Motte". Fu innanzitutto una manifestazione di tipo politico, per la pace e la fratellanza internazionale, cui la musica avrebbe dovuto servire da tramite e vi parteciparono 150 persone.
Fino al 1995 il corteo si svolgeva lungo il Kurfürstendamm. Quando questa strada non fu più in grado di contenere l'afflusso di gente, la manifestazione venne spostata lungo la Straße des 17. Juni, che attraversa il parco del Tiergarten, strada sufficientemente spaziosa per contenere una folla di anno in anno maggiore. Ben presto l'angelo della Siegessäule (la Colonna della Vittoria) divenne il simbolo della manifestazione stessa: sulla copertina di uno dei più celebri dischi del tedesco Paul van Dyk, For an Angel compare appunto una immagine del bellissimo angelo dorato.
Nel 1997 alcuni organizzatori della Loveparade, contrariati dalla commercializzazione dell'evento e dalla chiusura del club berlinese Bunker, lasciarono la direzione del festival e crearono la Hateparade (dal 1998 Fuckparade). La Loveparade fu comunque sempre più frequentata, fino ad arrivare a un milione mezzo di presenze nel 1999. Successivamente il numero dei partecipanti diminuì - nel 2001 la partecipazione fu molto ridotta perché la data fu cambiata con poco preavviso -, ma non le critiche dei berlinesi che vedevano in questo evento di massa una minaccia per la città.
Nel 2004 e 2005 la parade fu cancellata per problemi di finanziamento. Al suo posto nel 2004 ci fu un evento di una settimana, la "Loveweek", in cui diverse discoteche berlinesi organizzarono party e serate speciali. Inoltre la rivista "Partysan" organizzò il 10 luglio una dimostrazione – "Fight The Power" – perché venisse riconcessa la Loveparade. Nel 2005 ci fu la causa di insolvenza per la ditta organizzatrice Planetcom e anche a causa dei problemi di sponsorizzazione la Loveparade non ebbe luogo.
La Loveparade è tornata a Berlino il 15 luglio 2006, con la sponsorizzazione della catena di palestre McFit e il numero di partecipanti è stato il più alto di sempre. Il fondatore della Loveparade, Dr. Motte, si dissocia per contrasti con McFit.
Nel 2007 si è tenuta il 25 agosto a Essen, perché la giunta berlinese ha negato i permessi necessari; da allora verrà organizzata ogni anno in una diversa città della regione della Ruhr.
Nel 2008 l'evento si è svolto a Dortmund.
Nel 2009 l'evento che doveva essere organizzato a Bochum è stato cancellato.
La Loveparade 2010 di Duisburg è funestata da drammatici incidenti: il 24 luglio 21 persone rimangono uccise, 342 sono i feriti in base agli ultimi dati forniti dalla polizia, di cui 42 in gravi condizioni, il tutto a seguito di una gigantesca calca avvenuta all'uscita di un tunnel lungo 200 m e largo 30 m sulla Karl Lehr Strasse, unica via d'accesso alla manifestazione.; si tratta di una tra le più gravi tragedie europee durante un evento di massa. Mentre le cause degli eventi sono in corso di accertamento, viene stimato che il numero dei partecipanti fosse di 1.400.000 persone, cifra notevolmente superiore alle aspettative delle autorità, intese per 250.000 persone. Dall'inchiesta giornalistica del settimanale tedesco Der Spiegel, emergono le gravi responsabilità di autorità e organizzatori.
Dopo la tragedia di Duisburg, gli organizzatori hanno dichiarato che l'evento non si svolgerà mai più.

## L'evento
La musica che viene suonata nel festival è dance elettronica: per la maggior parte dei casi trance, house con i suoi surrogati dub, minimal, tek e elektro, inoltre techno, happyhardcore, progressive, hardstyle, jumpstyle e schranz, molta della quale è fatta per divertire e aggregare le persone che vi arrivano da ogni parte del globo. I tentativi di introdurre altri generi, come l'hip hop, hanno spesso fallito. Hardcore Trancecore e Gabber music erano generi generalmente suonati solo nei primi anni per controforma alla musica happyhardcore, happyrave, ora sono presenti nella controdimostrazione "Fuckparade", che si tiene sempre a Berlino dal 1997, in luglio o in agosto.

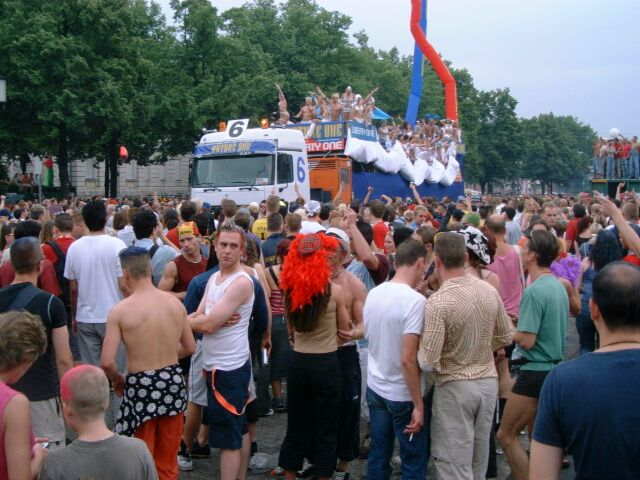
Il camion di Nature One alla Loveparade 2002

Chiunque volesse partecipare alla Loveparade deve sapere che il volume è più alto e gli spazi sono più affollati che negli altri concerti. I sound systems raffreddati ad acqua sui grandi camion, la parade produce un sound floor di molti megawatt. Ogni camion è gestito da un club (berlinese o non) e dai suoi dj. Sono in pratica ammessi solo camion sponsorizzati da entità del mondo della musica techno (club, etichette musicali, negozi). Simili a carri allegorici del carnevale, i camion hanno rimorchi aperti su cui si trovano le consolle e i ballerini, oltre che gli impianti di amplificazione. Si può seguire il TIR che propone una musica che piace o fermarsi in un punto e godersi il passaggio di ogni dj.
La Loveparade è anche una occasione che richiama oltre che numerosissimi curiosi anche "esibizionisti" di ogni genere: alcuni sono vestiti come se fosse una manifestazione carnevalesca, altri in maniera provocante. Anche il nudo integrale è tollerato, specialmente femminile, perché in fondo è normale, nel Tiergarten lì vicino, praticare il nudismo.  Tra le immagini più famose della parade è quella che mostra le persone arrampicate su lampioni, alberi, insegne, cabine telefoniche ed il viale brulicante di persone.

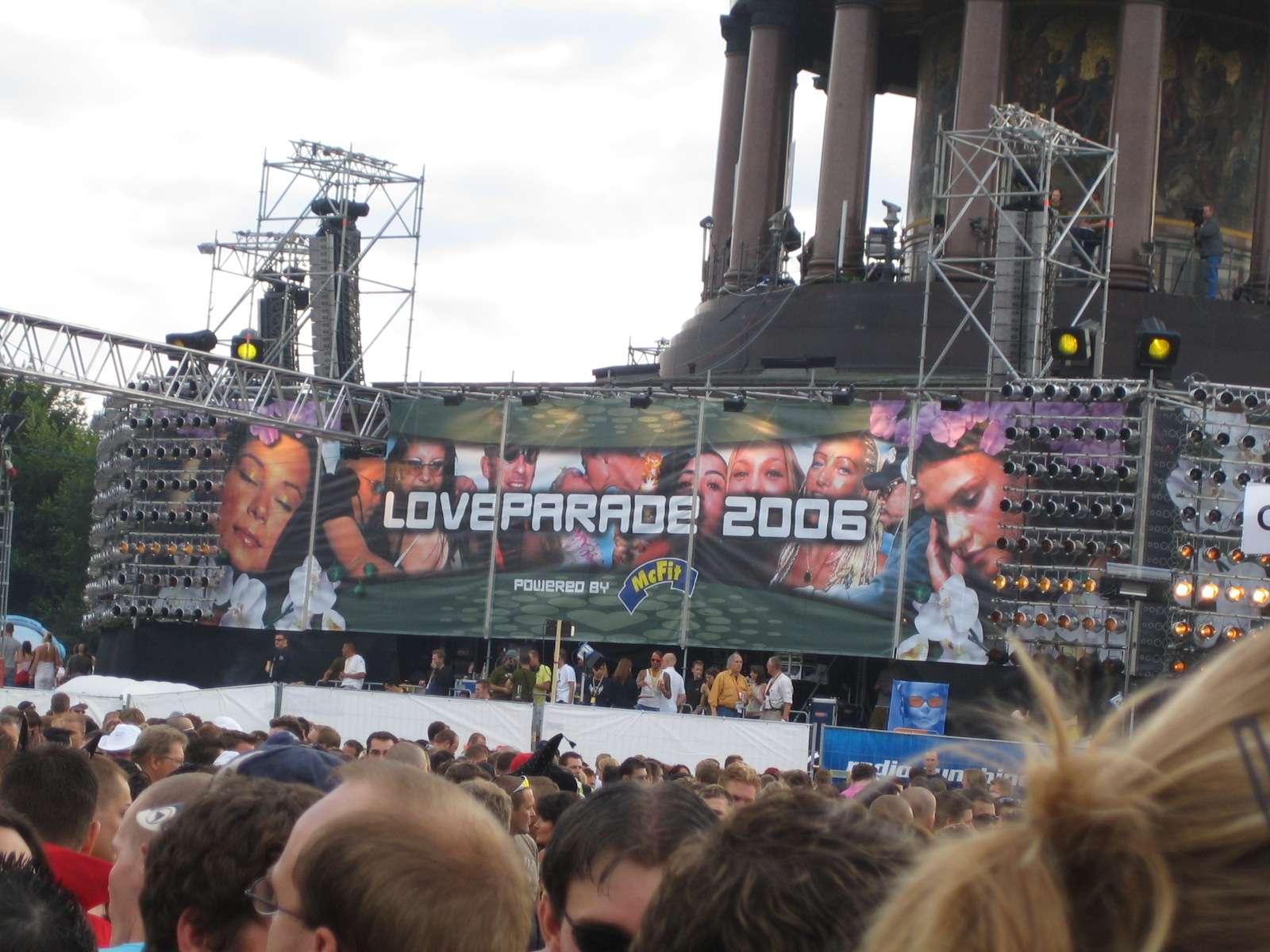
La colonna della vittoria (Siegessäule), Loveparade 2006

Il gran finale della parade, il cosiddetto "Abschlusskundgebung", consiste in una successione di dj set - mezz'ora ognuno – condotti dai più famosi dj del mondo come Dj Tiesto, Paul van Dyk, DJ Rush, DJ Hell, Westbam, Drum Connection, Miss Djax o Chris Liebing. Durante questa esibizione tutti i camion (di solito circa 40) sono collegati uno all'altro e con il monumento centrale della piazza, la colonna della vittoria, dove si trova la consolle. È in pratica l'unico evento dove un dj può suonare davanti ad una folla di un milione di persone.
Il divertimento non finisce alla fine della Loveparade: molti dj vengono prenotati per i tanti party che si tengono prima e dopo la parade; party in club con un centinaio di invitati selezionati o quasi-rave su diversi piani con migliaia di partecipanti. Molti oggi vengono a Berlino proprio per questi party e saltano la parade per poter dormire. Oppure rimangono nel parco a fianco per rave party con altre persone.
La Loveparade insieme a Mayday e Nature One rimane uno dei grandi eventi della "rave culture" che ha segnato l'inizio dell'era della musica elettronica. Nascerà poi la street parade di Zurigo in Svizzera sempre negli stessi anni, sulla cresta dell'onda della LoveParade promossa dall'emittente VIVA TV.

## La Loveparade nel mondo

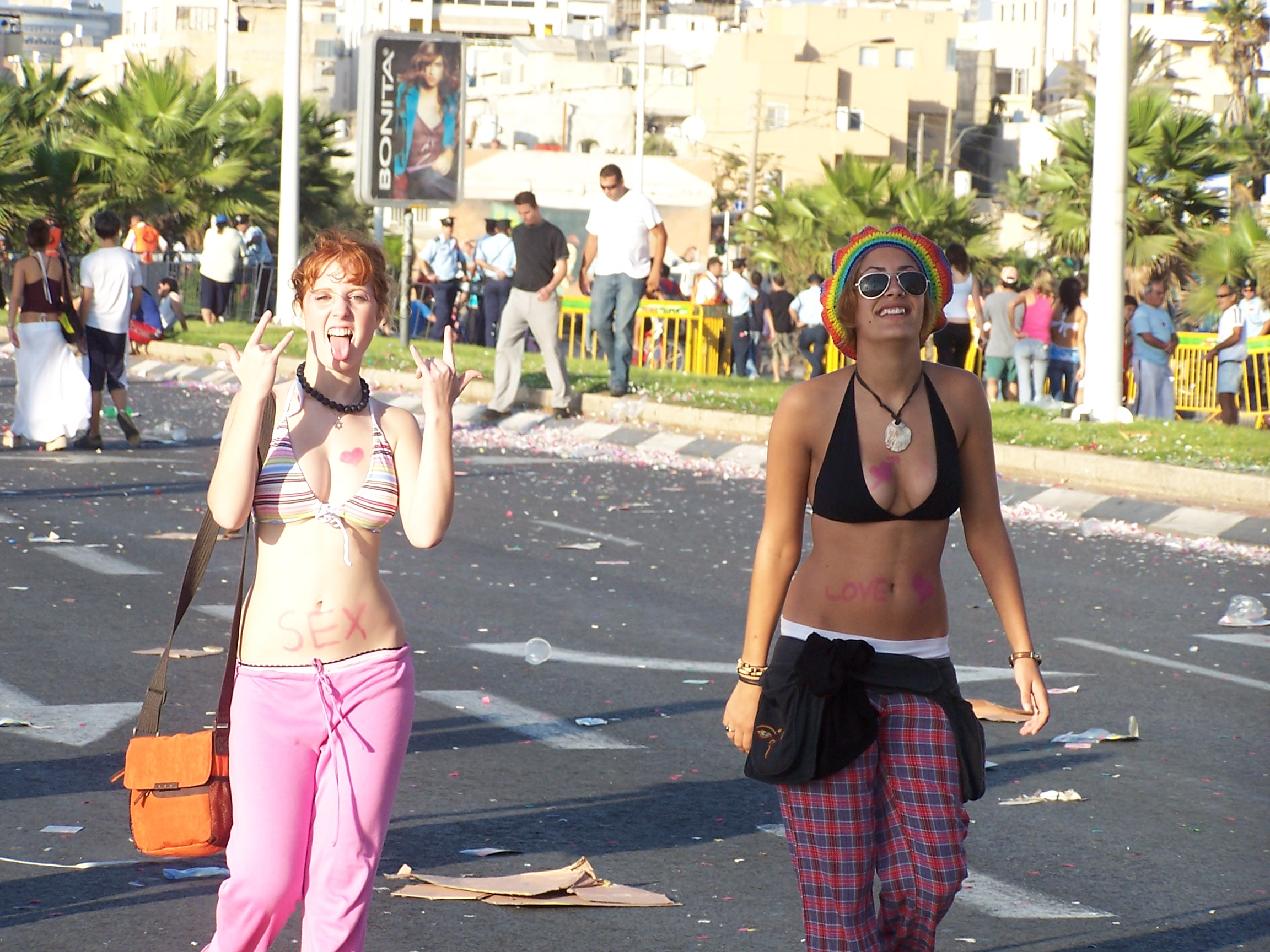
Due partecipanti alla Loveparade in Tel Aviv (2004)

Ci sono simili festival in altre città come la Street Parade di Zurigo e la Loveparades di Vienna. Nel 1997 una Loveparade si tenne a Sydney, Australia. Diversamente da quella berlinese fu un "rave party" di dimensioni minori tenuto alla Graffiti Hall of Fame di Redfern. Nel 2000 una Loveparade fu organizzata al Roundhay Park di Leeds, Regno Unito sponsorizzato da BBC Radio 1. Nel 2001, la parade inglese ufficiale si era spostata a Newcastle ma fu cancellata perché la Polizia non aveva dato il permesso. Da allora non ci furono altre Loveparade nel Regno Unito. Dopo essere passata in Messico (2002), nell'autunno 2004, la Loveparade fu tenuta a San Francisco, segnando la seconda espansione nel Nord America. Con i successi del 2002 e del 2004 (37.000 partecipanti) fu ripetuta nel 2005 (50.000 persone) e 2006 con grande partecipazione di persone, sebbene la "Loveparade San Francisco," fosse ribattezzata "Love Fest San Francisco". A Bologna la "Street Rave Parade" si svolse con successo per dieci anni prima di essere abolita dal sindaco Cofferati.
Vi sono anche loveparade a Santiago del Cile, Tel Aviv, Città del Messico. La prima Loveparade a Santiago fu tenuta nel 2005 e raccolse più di 100.000 persone. Nel 2006 furono il doppio.
Altre manifestazioni simili sono:
- "Street Parade" a Zurigo (la contromanifestazione è la Antiparade)
- "Lake Parade" a Ginevra
- "Generation Move" ad Amburgo/Kiel
- "Union Move" fino al 2001 a Monaco
- "Future Parade" fino al 2003 a Bielefeld
- "Reincarnation" ad Hannover
- "Street Rave Parade" a Bologna
- "Vision Parade" a Brema
- "Nachttanzdemo" a Francoforte sul Meno
- "Street Move" a Kiev

## Dispute legali
Le prime Loveparade, con la loro rivendicazione dello spazio pubblico, dell'orgoglio delle subculture underground e dell'uso di sostanze diverse dall'alcol, erano di fatto manifestazioni politiche, per certi versi analoghe ai gay pride. Tuttavia, anche quando tale aspetto decadde, continuò a essere organizzata con lo status di manifestazione politica per risparmiare sui costi: secondo la legge tedesca, infatti, lo stato si fa carico dei costi per il servizio di sicurezza durante le dimostrazioni politiche così come per la successiva pulizia delle strade. Se la manifestazione fosse stata solo un'iniziativa commerciale i costi avrebbero gravato sugli organizzatori e sono stimati tra i 300.000 e i 400.000 Euro.
In realtà la parade a quel punto della sua storia era già gestita da due ditte create ad hoc per l'evento: il nome Loveparade era un marchio registrato e le compagnie organizzatrici definirono le tariffe per l'uso di questo nome, per merchandising e CD e anche le tariffe per i club che intendevano partecipare, per i venditori di bevande e cibo lungo le strade e per i diritti televisivi.
Per questi motivi ogni anno ci furono scontri tra gli organizzatori e la giunta cittadina di Berlino circa lo status della Loveparade. Alla fine, nel 2001, una sentenza di tribunale stabilì che la Loveparade è un evento commerciale e come tale non può godere degli aiuti pubblici. Di conseguenza nello stesso anno gli organizzatori affermarono di non avere i fondi necessari. Poiché però ci sono numerosi altri eventi tipo la Loveparade in Germania - e sono tutti commerciali – qualcuno ritiene che il finanziamento non sia stato la ragione della cancellazione o almeno non sia stato l'unico, visto anche il veloce calo nel numero di partecipanti.

## Le critiche
La Loveparade attirò negli anni critiche da diversi gruppi.
Oltre all'aver abusato dello status di manifestazione politica anche quando la Loveparade era diventata ormai un evento di tipo commerciale, ad aver sollevato critiche sono stati:
- il forte inquinamento acustico che disturba, oltre che i Berlinesi, gli animali che vivono nel parco del Tiergarten;
- la grande quantità di rifiuti lasciata dai partecipanti;
- la commercializzazione;
- il commercio abusivo;
- lo sfruttamento da parte di aziende terze della Loveparade per campagne pubblicitarie.

## Inni
Ogni edizione ha avuto il suo Inno.
| Anno | Artista                      | Titolo                                |
| ---- | ---------------------------- | ------------------------------------- |
| 1997 | Dr. Motte and Westbam        | Sunshine                              |
| 1998 | Dr. Motte and Westbam        | Love Parade 1998 One World One Future |
| 2000 | Dr. Motte & Westbam          | One World One Love Parade             |
| 2001 | Dr. Motte & Westbam          | You Can't Stop Us Ravers              |
| 2002 | The Love Committee           | Access Peace                          |
| 2003 | The Love Committee           | Love Rules                            |
| 2006 | The Love Committee           | The Love is Back                      |
| 2007 | The Love Committee & Westbam | Love is Everywhere                    |
| 2008 | The Love Committee & Westbam | Highway to Love                       |

## Lista delle Loveparade - Berlino
| Anno | Motto                                         | Numero di Partecipanti |
| ---- | --------------------------------------------- | ---------------------- |
| 1989 | Friede, Freude, Eierkuchen                    | 150                    |
| 1990 | The Future Is Ours                            | 2 000                  |
| 1991 | My House Is Your House And Your House Is Mine | 6 000                  |
| 1992 | The Spirit Makes You Move                     | 15 000                 |
| 1993 | The Worldwide Party People Weekend            | 31 000                 |
| 1994 | Love 2 Love                                   | 110 000                |
| 1995 | Peace on Earth                                | 280 000                |
| 1996 | We Are One Family                             | 750 000                |
| 1997 | Let the Sun Shine In Your Heart               | 1 000                  |
| 1998 | One World One Future                          | 800 000                |
| 1999 | Music Is The Key                              | 1 500 000              |
| 2000 | One World One Loveparade                      | 1 300 000              |
| 2001 | Join The Love Republic                        | 800 000                |
| 2002 | Access Peace                                  | 750 000                |
| 2003 | Love Rules                                    | 750 000                |
| 2004 | -                                             | -                      |
| 2005 | -                                             | -                      |
| 2006 | The Love is Back                              | 1 200 000              |
| 2007 | Essen - Love is everywhere                    | 1 200 000              |
| 2008 | Dortmund - Highway to love                    | 1 600 000              |
| 2009 | -                                             | -                      |
| 2010 | Duisburg - The Art of Love                    | 1 400 000              |

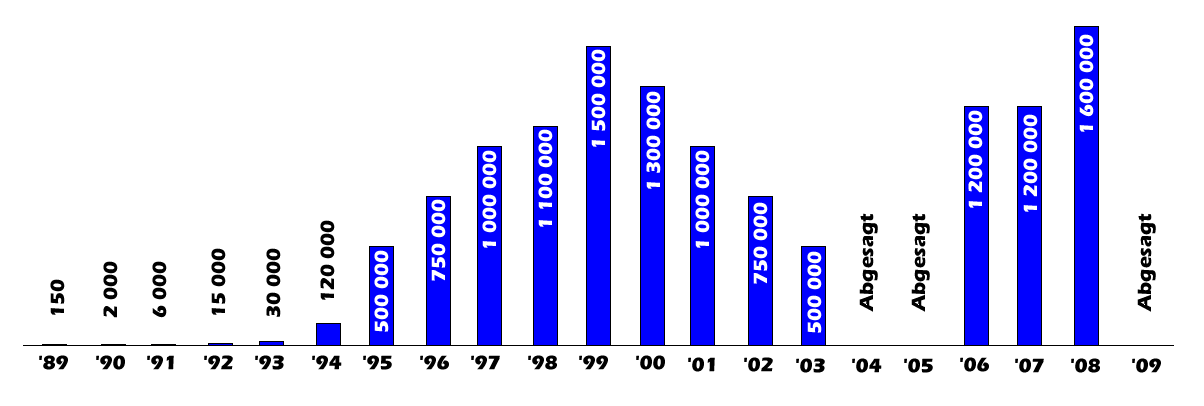
Partecipanti alle Loveparade

Nota: il numero dei partecipanti corrisponde a quanto stimato dagli organizzatori: le stime ufficiali da parte della polizia sono solitamente inferiori anche del 30%: data la natura gratuita e completamente libera dell'evento non è possibile avere un conteggio più preciso.